# Hans-Peter Schaub

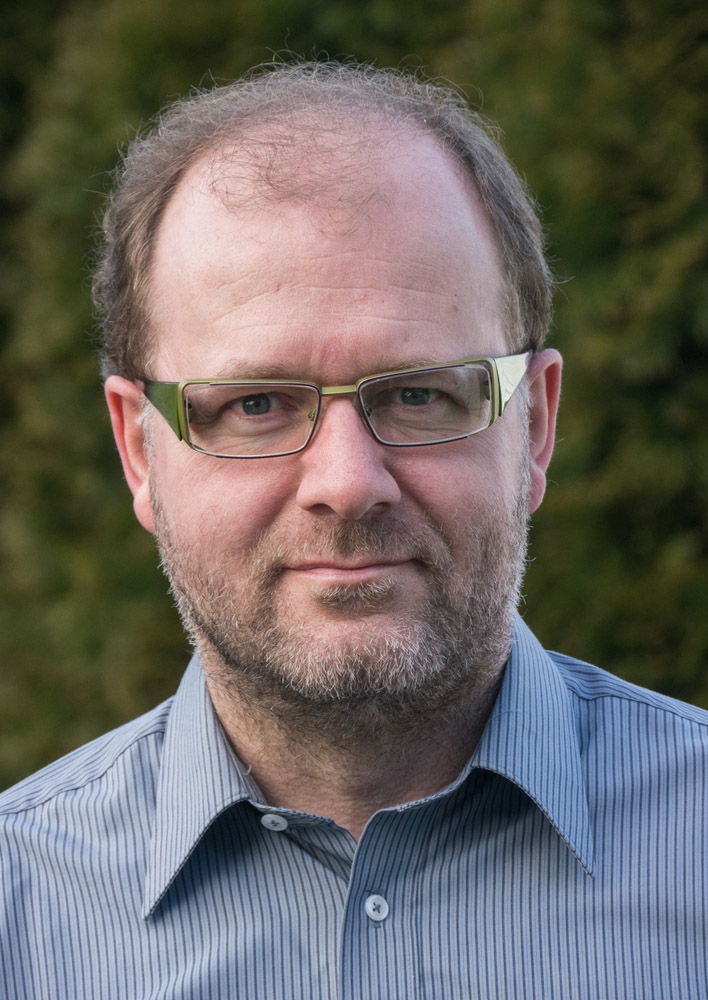
Hans-Peter Schaub, vor 2016

Hans-Peter Schaub (* 1961 in Schramberg im Schwarzwald) ist ein deutscher Journalist, Fotograf und Sachbuchautor.

## Leben
Schaub ist der Autor mehrerer Lehrbücher zu den Themen Naturfotografie und Landschaftsfotografie sowie einiger Bildbände. Seit 2001 ist er zudem Chefredakteur der Zeitschrift NaturFoto. Schaub führt Seminare und Fotoworkshops zur Naturfotografie, Landschaftsfotografie und zur digitalen Bildbearbeitung durch und ist Fototrainer bei FotoTV.
Schaub ist Mitglied bei Freelens, VG Wort und VG Bildkunst. Schaub lebt und arbeitet in Hamm in Nordrhein-Westfalen.

## Publikationen
Fotolehrbücher:
- Naturfotografie, Galileo Press, Bonn 2013, 2., aktualisierte und erw. Aufl., ISBN 9783836219365
- Landschaftsfotografie, Galileo Press, Bonn 2012, 1. Aufl., ISBN 3836217090